# Alf Andersen (Sänger)
Alf Tommy Andersen (* 26. Juni 1928 in Taastrup; † 26. März 2010) war ein dänischer Opernsänger (Bassbariton) und Schauspieler.

## Werdegang
Alf Andersen, der seit 1948 im Chor des Königlichen Theaters in Kopenhagen sang, wurde zunächst von seinem Bruder, dem Opernsänger Willy Andersen, unterrichtet. Von 1950 bis 1953 erhielt er seine Gesangsausbildung an der Opernschule des Königlichen Theaters; sein Bühnendebüt gab er 1953 als Osmin in der Entführung aus dem Serail an der Fynske Opera. Seit 1954 war er am Königlichen Theater engagiert und sang dort im Lauf seiner Karriere mehr als 80 verschiedene Opernpartien, etwa als Dr. Bartolo im Barbier von Sevilla, als Marcello in La Bohème oder Don Alfonso in Così fan tutte. 1971 sang er die Titelrolle in Wozzeck. Neben seiner Gesangskarriere spielte Andersen auch einige Nebenrollen in Film und Fernsehen, darunter in drei Filmen der Olsenbande. Mit 56 Jahren ging er 1984 in den Ruhestand.

## Filmografie
- 1974: Der (voraussichtlich) letzte Streich der Olsenbande (Olsen-bandens sidste bedrifter)
- 1975: Die Olsenbande stellt die Weichen (Olsen-banden på sporet)
- 1975–1977: Oh, diese Mieter (Huset på Christianshavn; Fernsehserie; 2 Episoden)
- 1977: Die Olsenbande schlägt wieder zu (Olsen-banden deruda’)
- 1978: Die Leute von Korsbaek (Matador, Fernsehserie; Episodenrolle)
- 1979: Den otteøjede skorpion (Fernsehmehrteiler)
- 1984: Kopenhagen – mitten in der Nacht (Midt om natten)